# Hochreutinera amplexifolia
Hochreutinera amplexifolia là một loài thực vật có hoa trong họ Cẩm quỳ. Loài này được (DC.) Fryxell mô tả khoa học đầu tiên năm 1976.